# Цейкара
Цейкара — покинутый аул в Шаройском районе Чеченской Республики.

## География
Расположен на левом берегу реки Шароаргун, напротив районного центра Химой.
Ближайшие населённые пункты и развалины бывших аулов: на северо-западе — бывшие аулы Элтыаул и Джангулдой, на северо-востоке — село Кири, на юго-западе — бывшие аулы Говолдой и Хиндушты, на юго-востоке — бывшие аулы Умарджело, Кататлы и Рахулахле, на востоке — бывший аул Басой, на западе — бывший аул Джагалдей.